# 1972年ミュンヘンオリンピックのチュニジア選手団
1972年ミュンヘンオリンピックのチュニジア選手団（1972ねんミュンヘンオリンピックのチュニジアせんしゅだん）は、1972年8月26日から9月11日にかけて西ドイツのミュンヘンで開催された1972年ミュンヘンオリンピックのチュニジア選手団、およびその競技結果。

## 概要
今大会は銀メダル1個、合計1個のメダルを獲得した。

## メダル
| メダル | 選手名               | 競技 | 種目      |
| ------ | -------------------- | ---- | --------- |
| 銀     | モハメド・ガムーディ | 陸上 | 男子5000m |